# The King of Rome
Pour les articles homonymes, voir Roi de Rome.
The King of Rome (littéralement Le Roi de Rome), est un pigeon voyageur qui a remporté de nombreux concours, dont en 1913 une course de 1 001 miles (environ 1 610 kilomètres) de Rome jusqu’en Angleterre. Une chanson et un livre ayant tous deux pour auteur Dave Sudbury et le même titre (The King of Rome) ont pour sujet cet oiseau. L’interprétation la plus célèbre de la chanson est due à June Tabor.

## À propos de l'oiseau
The King of Rome est un pigeon voyageur qui a remporté en 1913 une course de 1 001 miles (environ 1 610 kilomètres) de Rome jusqu’en Angleterre. Ce pigeon biset (Columba livia) mâle, qui portait la bague d'identification n°NU1907DY168, eut pour propriétaire et entraîneur Charlie Hudson (né au début des années 1870 et mort le 13 mars 1958, à 84 ans), qui habitait le 56 Brook Street à Derby (aujourd'hui détruit ; 52° 55′ 35″ N, 1° 29′ 08″ O) et dont on a dit qu'il s'était lancé dans les courses de pigeons en 1904. À l'époque de la course, il était président et trésorier du Derby Town Flying Club. Il écrivait également au sujet des courses de pigeons dans le Derby Evening Telegraph. À la mort de l'oiseau, il l'apporta au Derby Museum and Art Gallery où sa dépouille naturalisée est conservée sous le code d'accès DBYMU.1946/48. Déjà exposé à Derby et ailleurs, et notamment au musée de Walsall et à Wollaton Hall dans Nottingham, il est présenté en 2011 au musée de Derby.

## À propos de la chanson

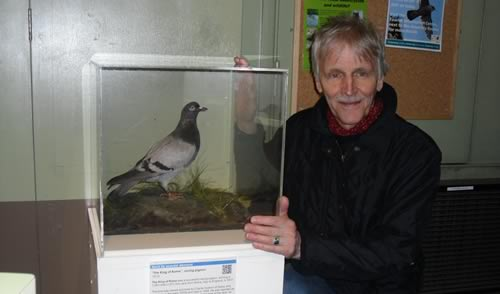
Dave Sudbury et The King of Rome, en 2012.

The King of Rome et son propriétaire ont constitué le sujet d'une chanson folk et d'un livre de Dave Sudbury. La version de la chanson la plus connue est celle de June Tabor. Les paroles racontent que « le jour de la grande course, une tempête a éclaté. Un millier d'oiseaux ont été emportés et jamais on ne les a revus », montrant les dangers encourus dans ces courses. Après avoir entendu Dave Sudbury chanter cette chanson lors d'un concours où elle faisait partie du jury, à la fin des années 1980 (il termina quatrième), June Tabor l'enregistra pour son album de 1988, Aqaba. Brian McNeill, autre finaliste du concours, a déclaré :

« The King of Rome dépassait de la tête et des épaules toutes les autres chansons entendues ce soir-là, et aurait dû gagner. »

Par la suite, McNeill a repris cette chanson et un enregistrement en concert est disponible sur l'album qu'il a réalisé en 2000 avec Iain MacKintosh, Live and Kicking.
Le groupe Half Man Half Biscuit en a également enregistré une version, restée non distribuée jusqu'ici, et le musicien de folk canadien Garnet Rogers l'a enregistré pour son album de 2004, intitulé Summer Lightning. Le chanteur de folk américain Vance Gilbert l'a aussi enregistré sur Edgewise, son album de 1994.

## À propos du livre
Les paroles de Dave Sudbury ont été reproduites sous la forme d'un livre de trente-deux pages, illustré par Hans Saefkow.